# Mount Rushmore

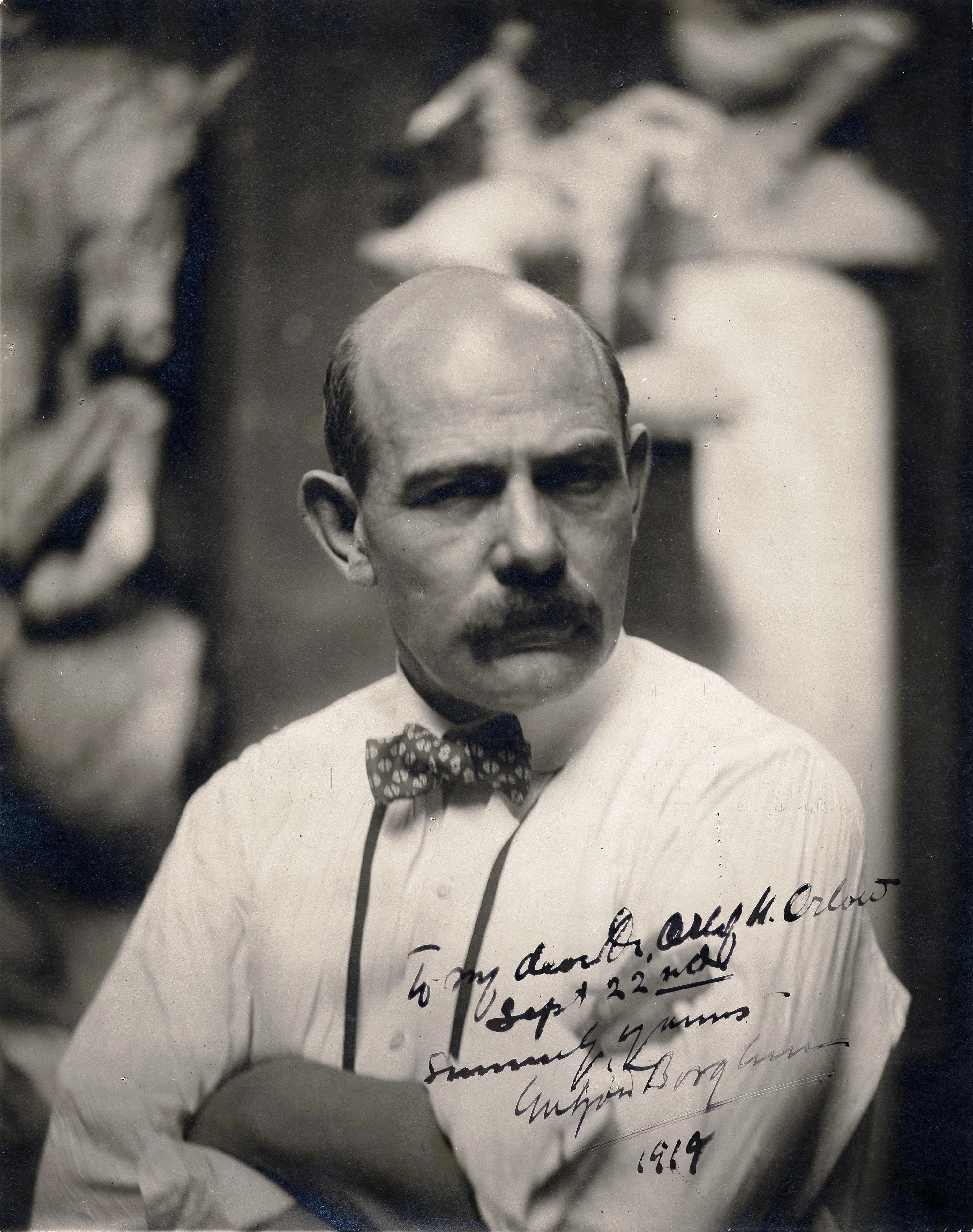
Gutzon Borglum

Mount Rushmore (volledig: Mount Rushmore National Memorial) is een Amerikaans monument, gelegen in de Black Hills nabij Keystone, South Dakota. Het toont 18 meter hoge, uit graniet gehakte portretten van vier Amerikaanse presidenten: George Washington, Thomas Jefferson, Theodore Roosevelt en Abraham Lincoln. Het monument herdenkt de geboorte, groei en ontwikkeling van de Verenigde Staten. De oppervlakte bedraagt zo'n 5 km².

## Geschiedenis
De berg Mount Rushmore staat bij de inheemse Lakota bekend als Six Grandfathers. Voor hen hebben de berg en het gebied eromheen een belangrijke spirituele betekenis. Nadat George Armstrong Custer in 1874 goud vond in de Black Hills, ontstond er in deze regio een goudkoorts. De Amerikaans-indiaanse oorlogen zorgden ervoor dat het gebied onder controle kwam van de Verenigde Staten. Tijdens een expeditie in 1885 werd de berg vernoemd naar Charles E. Rushmore, een prominente advocaat uit New York.

### Het plan
Om het toerisme en de economie in South Dakota te stimuleren, vatte Doane Robinson in 1923 het idee op om in de Black Hills een aantal kolossaal grote portretbeelden te laten uithakken. Aanvankelijk dacht Robinson hierbij aan beelden van grote figuren uit de geschiedenis van de staat South Dakota, zoals Lewis en Clark, Buffalo Bill en Red Cloud, een befaamd indianenleider. Aan het einde van dat jaar stuurde Robinson aan de Amerikaanse beeldhouwer Lorado Taft een brief, waarin hij zijn ideeën hieromtrent aan de orde stelde. Taft was evenwel ziek en kon niet meedenken over de verwezenlijking van Robinsons plannen. Hierop benaderde hij Gutzon Borglum, die even daarvoor had getekend voor het ontwerp van het Confederation Memorial, een bas-reliëf in Stone Mountain in de staat Georgia. Deze reageerde meteen enthousiast. Borglum zou later ook leiding geven aan de vervaardiging van het eigenlijke werk. Robinson zocht hierop contact met de senator voor South Dakota, Peter Norbeck. Deze was enthousiast over het plan, maar overtuigde Robinson dat het voor de financiering beter zou zijn wanneer het op te richten monument een meer nationaal karakter zou krijgen. Norbeck zou later inderdaad een grote rol spelen bij het verwerven van federale fondsen, nodig voor de totstandkoming van het monument.
Als aanvankelijke locatie voor het project werden enkele spitsvormige granieten rotsen aangewezen, bekend als The Needles, in het noorden van de Black Hills. Dit plan werd door Borglum echter verworpen, omdat hij zich realiseerde dat de kwaliteit van het geërodeerde graniet te pover was om er sculpturen van te maken. Bovendien zouden de rotsen te dun zijn om de sculpturen te kunnen ondersteunen. Een geschiktere locatie werd 120 kilometer zuidelijker gevonden in Mount Rushmore, dat veel stabieler en gemakkelijker bewerkbaar was. Ook het feit dat deze bergwand naar het zuidoosten gericht was, en zo een maximum aan zonlicht zou verkrijgen, werd gezien als een groot voordeel. Na lange onderhandelingen met het Amerikaans Congres en met president Calvin Coolidge, kreeg Borglum in 1927 toestemming om met de klus te beginnen.
Het monument moest een symbool zijn voor de eerste 130 jaren van het bestaan van de Verenigde Staten. Borglum koos vier Amerikaanse presidenten uit, wier portretten uit de granieten rotsen moesten worden gehakt. De presidenten werden geselecteerd op basis van hun verdiensten in het behoud van de republiek en de uitbreiding van het grondgebied. George Washington en Abraham Lincoln, destijds de twee populairste presidenten uit de geschiedenis, werden als eersten gekozen, gevolgd door Thomas Jefferson vanwege de Louisiana Purchase in 1803. Ten slotte werd op aandringen van toenmalig president Coolidge ook Theodore Roosevelt geselecteerd; Coolidge vond dat er op zijn minst twee Republikeinen vertegenwoordigd moesten zijn in het monument, en minstens één Democraat. Een ander argument voor Roosevelt was zijn inzet voor de National Park Service.

### De uitvoering
Vanaf 4 oktober 1927 begonnen de werkzaamheden. Borglum kreeg hulp van vierhonderd arbeiders (voornamelijk kompels, beeldhouwers en bergbeklimmers) om de vier sculpturen te vervaardigen. Dit gebeurde met dynamiet, drilboren en beitels. Er werd in totaal vierhonderd ton graniet van de berg verwijderd. Toch duurde het werk langer dan voorzien, een rechtstreeks gevolg van de stagnerende economie tijdens de Grote Depressie. Pas in 1934, zeven jaar na de start van de werken, werd het eerste portret onthuld, dat van George Washington. Een grote Amerikaanse vlag werd voor de onthulling over het hoofd van Washington geplaatst, een symbolische handeling die bij de andere drie sculpturen zou worden herhaald.
Na Washington werd er hard gewerkt aan het beeld van Thomas Jefferson. Deze moest (uit het oogpunt van de toeschouwer) aan de linkerkant van Washington komen, maar Borglum moest al gauw concluderen dat de rots op die plaats niet geschikt was. De werkzaamheden die al gepleegd waren aan Jefferson werden opgeblazen en men begon opnieuw, ditmaal rechts van Washington. Deze tweede sculptuur kwam gereed in 1936. Vervolgens begon men aan het beeld van Abraham Lincoln. Dit portret werd, vanwege Lincolns baard, als de grootste uitdaging gezien. Het werd geheel rechts op de rots geplaatst en ingewijd op 17 september 1937, exact 150 jaar na de ondertekening van de Amerikaanse grondwet. Bij het laatste beeld, dat van Theodore Roosevelt, ontstond een probleem. Het moest tussen de hoofden van Jefferson en Lincoln verschijnen, maar de arbeiders konden hier geen geschikt stuk rots vinden. Borglum moest hierdoor een diepere kloof in de berg slaan om Roosevelt alsnog te kunnen portretteren. Dit karwei eindigde op 2 juni 1939.
Tijdens de uitvoering van het project werd er ook veel werk geïnvesteerd in de infrastructuur rond Mount Rushmore. Elektriciteit en water werden aangelegd en een bezoekerscentrum verrees. In 1937 gingen in het Amerikaans Congres stemmen op om een portret van Susan B. Anthony toe te voegen aan het monument, maar dit plan werd om financiële redenen afgekeurd.

### Het resultaat

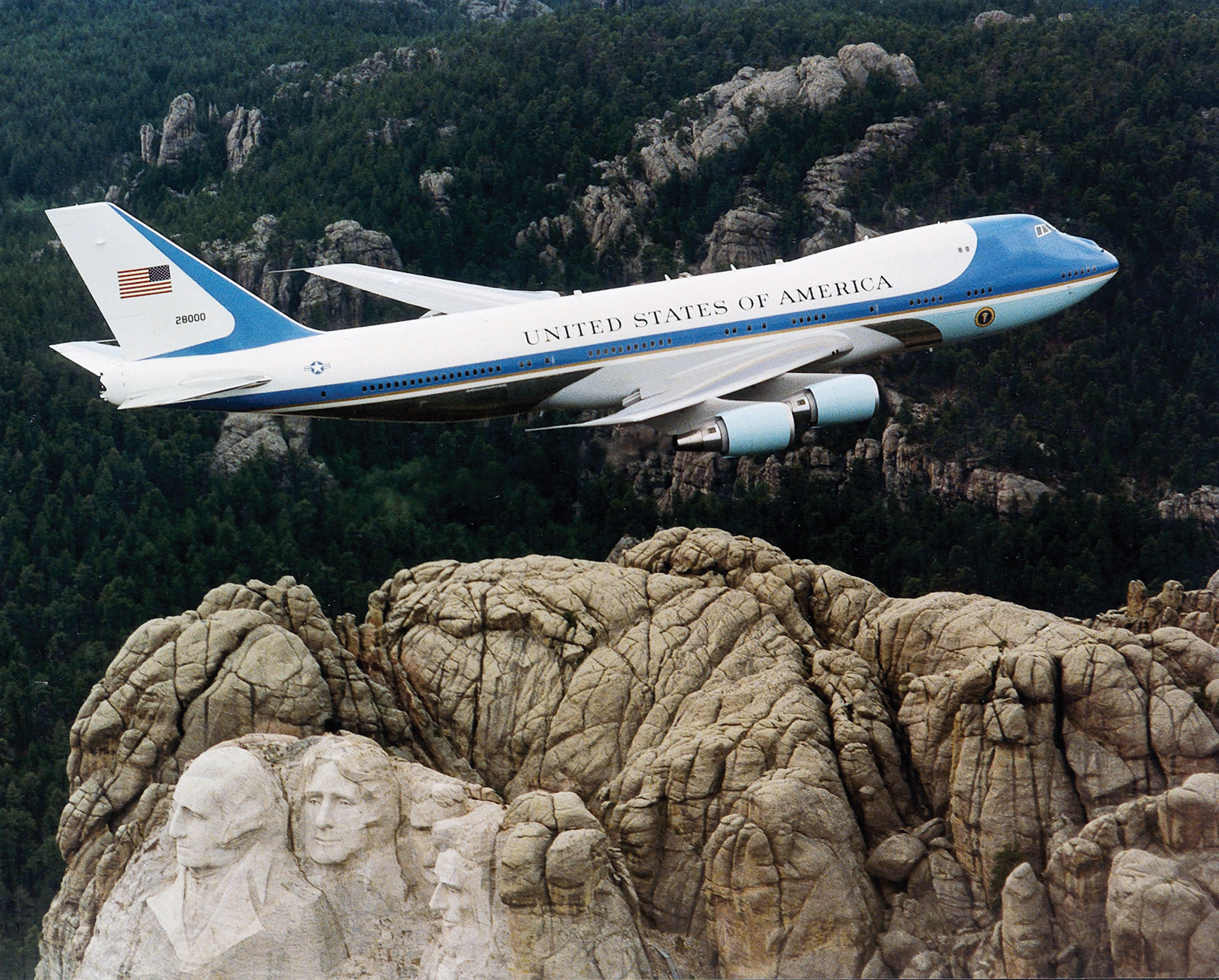
De Air Force One vliegend over Mount Rushmore

Er viel tijdens de creatie van het monument geen enkele dode, destijds een unicum voor zo'n grootschalig project. Borglum zelf overleed na een embolie in een ziekenhuis in Chicago op 6 maart 1941. Zijn zoon Lincoln nam het werk op Mount Rushmore over en op 31 oktober van hetzelfde jaar werd het monument voltooid verklaard en werden alle werkzaamheden stilgelegd.
Het uiteindelijke monument week op veel punten af van Borglums originele ontwerp. Aanvankelijk had men van elk van de vier presidenten de volledige busten willen uithakken, maar door tijdsdruk en geldgebrek bleef het slechts bij de gezichten. Ook zag Borglum zijn plan mislukken om een reusachtig paneel te creëren in de vorm van de Louisiana Purchase, dat een verering moest worden van de Amerikaanse Onafhankelijkheidsverklaring, de Amerikaanse grondwet en de verschillende uitbreidingen van het Amerikaanse grondgebied. Als alternatief hiervoor bedacht hij echter een ander plan van vergelijkbare proporties, de Hall of Records. Zijn bedoeling was in deze zaal, verscholen in Mount Rushmore achter het gezicht van Abraham Lincoln, de oorspronkelijke Onafhankelijkheidsverklaring van de Verenigde Staten op te bergen. Achthonderd treden moesten naar de ingang van de zaal leiden. 
In 1938 begon Borglum aan het uithakken van de Hall of Records, maar een combinatie van onverwacht hard graniet, de dreigende oorlog in Europa en het gebrek aan financiële middelen deden het plan de das om. Bij het overlijden van Borglum was men slechts 21 meter gevorderd in wat de toegangsweg naar de zaal had moeten worden. De zaal werd nooit voltooid. Wel werd in 1998 een kluis in de granieten rots geplaatst met daarin zestien porseleinen documenten, waaronder de Grondwet, de Bill of Rights, de Onafhankelijkheidsverklaring en de biografieën van de vier geportretteerde presidenten. Deze plek is niet openbaar toegankelijk.
In 1966 werd Mount Rushmore geplaatst op de lijst van het National Register of Historic Places. In 1998 werd na een jarenlange renovatie een nieuw bezoekerscentrum geopend, alsmede de Presidential trail, een pad waarlangs het monument vanuit verschillende hoeken te bewonderen is. Ook gevestigd op de locatie is het Lincoln Borglum Museum, dat twee theaters omvat die een 13 minuten durende film tonen over Mount Rushmore. Ook kan men er het gereedschap bezichtigen waarmee de arbeiders van Mount Rushmore gewerkt hebben.

### Alternatief
De Lakota begonnen uit woede over dit naar hun mening heiligschennende monument zo'n dertig kilometer verderop aan een eigen monument voor Crazy Horse. Ze gaven de opdracht aan de kunstenaar Korczak Ziolkowski, die er alleen af en toe aan kon werken, als er geld was. De Amerikaanse overheid en die van Zuid-Dakota hebben er nooit aan bijgedragen, alles moet uit particuliere giften komen. Indertijd was het de bedoeling dat de sculptuur met een hoofd van 27 meter en de opgeheven arm van 80 meter het grootste standbeeld ter wereld zou worden. Na het overlijden van Ziolkowski in 1982 is het werk door zijn kinderen overgenomen. Dit project zaaide tweedracht in de gemeenschap. Crazy Horse zou tijdens zijn leven ertegen zijn geweest dat men hem afbeeldde.

## Trivia

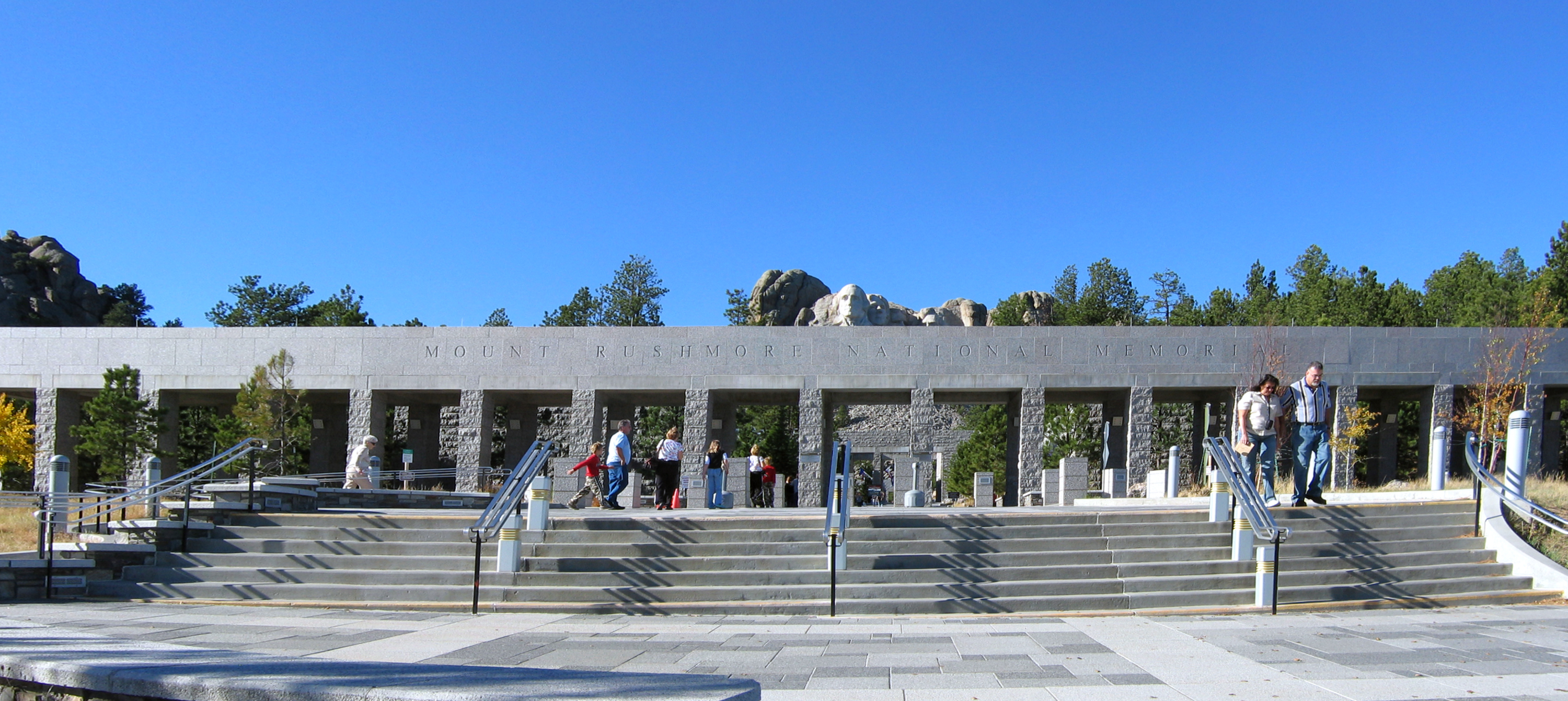
De toegang tot Mount Rushmore

- South Dakota heeft, dankzij het monument, de bijnaam Mount Rushmore State en toont dit ook in zijn vlag.
- Mount Rushmore is de belangrijkste toeristische trekpleister voor South Dakota. In 2012 reisden meer dan 2 miljoen bezoekers naar het herdenkingsmonument.
- Mount Rushmore is controversieel onder de Amerikaanse indianen. In 1971 leidden leden van het American Indian Movement een bezetting van het monument, en noemden het "Mount Crazy Horse". Onder de deelnemers was Lame Deer. Deze pootte een gebedsstaf op de top van de berg.[4]
- Om het monument te onderhouden, worden er jaarlijks bergbeklimmers ingezet om scheuren in de rotsen op te sporen en te dichten. Korstmossen worden vanwege budgettaire beperkingen niet verwijderd.
- Het monument komt voor in de bloedstollende slotscène van Alfred Hitchcocks film North by Northwest (1959). De scène werd echter niet op locatie gefilmd, omdat de National Park Service geen toestemming gaf voor het filmen van een moordaanslag in het aangezicht van een nationaal monument, en de bosvlakte boven het monument, waar het landhuis van de schurk gelegen is, berust op fantasie.
- Mount Rushmore is met LEGO nagemaakt in Legoland Billund (Denemarken); hiervoor zijn anderhalf miljoen LEGO-blokjes gebruikt.
- Het idee van Mount Rushmore werd gebruikt om de platenhoes van Deep Purple in Rock, het album van Deep Purple te ontwerpen. De presidentshoofden werden vervangen door deze van de bandleden.
- Mount Rushmore is te zien in de film Mars Attacks! uit 1996. De marsmannetjes veranderen in deze film de gezichten van de vier Amerikaanse presidenten in hun eigen gezichten.